# Трифенштајн
Трифенштајн (њем. Triefenstein) град је у њемачкој савезној држави Баварска. Једно је од 40 општинских средишта округа Мајна-Шпесарт. Према процјени из 2010. у граду је живјело 4.428 становника. Посједује регионалну шифру (AGS) 09677154.

## Географски и демографски подаци
Трифенштајн се налази у савезној држави Баварска у округу Мајна-Шпесарт. Град се налази на надморској висини од 140–296 метара. Површина општине износи 25,5 km². У самом граду је, према процјени из 2010. године, живјело 4.428 становника. Просјечна густина становништва износи 174 становника/km².